# Beta Circini
Désignations
Beta Circini (β Circini / β Cir) est une étoile située dans la constellation du Compas, dont elle est la deuxième étoile la plus brillante. Sa magnitude apparente est de 4,07. D'après la mesure de sa parallaxe annuelle par le satellite Hipparcos, l'étoile est située à environ ∼ 100 a.l. (∼ 30,7 pc) de la Terre. Elle s'éloigne du Système solaire à une vitesse radiale de +11 km/s.
Beta Circini est une étoile blanche de la séquence principale de type spectral A3Va. En 2015, une naine brune distante orbitant l'étoile a été découverte, Beta Circini B (ou b). En date de 2016, elle était localisée à une distance angulaire de 217,6 secondes d'arc et à un angle de position de 199° de Beta Circini A.